# 聞人姓
闻人，是漢字复姓。與聞姓同根同源。

## 起源
相傳聞人姓起源于中國春秋时期少正卯。
少正卯本為春秋時代魯國官員，當時或以官名或封地為姓氏。關於少正卯的生平，後世學者如朱熹等曾提出質疑，猜測為荀子等後儒學者所假託。根據《荀子·宥坐篇》所記載，少正卯因讲学而文人学士公认的地方闻人，意指出名之人。孔子当上了鲁国的司寇後，代行宰相职务，誅殺少正卯，門人追問其原因，孔子認為少正卯行事危險、巧工心計、言語不實，但又博學多聞、意志堅決，善於搬弄事物而從中牟利。因而誅殺之。
相傳少正卯的后代子孙為紀念，就以闻人命姓，始称闻人氏。而後，聞人氏後人將复姓闻人单化成聞姓。据《风俗通》记载：上古闻人氏的后代，其子孙以“闻人”为姓，但有一部分子孙，只以闻为姓。闻人氏改为闻氏，约是在汉—宋之间。

## 堂號
- 堂号“中山堂”：汉代时有中山中尉闻人通汉。后仓曾说《礼记》数万言，写成著作《后氏曲台记》，后教授给通汉。通汉以太子舍人身份，在石渠阁（阁名，汉入关时所得秦国图籍皆藏于此，汉代是名儒讲经的地方）讲学。

## 郡望
- 闻人复姓望族居河南郡，即今河南省洛阳东北30里，汉高帝时置郡。

## 參看
- 聞姓

## 外部連結
- 聞人姓起源流 （页面存档备份，存于）

## 延伸阅读
[在维基数据编辑]
 《百家姓》
 《欽定古今圖書集成·明倫彙編·氏族典·聞人姓部》，出自陈梦雷《古今圖書集成》